# Requisits de visat per als argentins
Els requisits de visat per als ciutadans de la Argentina són les restriccions d'entrada administratives per part de les autoritats d'altres estats sobre els ciutadans de la Argentina. Des del gener del 2017, els ciutadans argentins no necessiten visat per entrar a 154 països i territoris, sent el passaport argentí el vintè millor passaport.
Els argentins poden visitar tots els països d'Amèrica del sud sense passaport, donat que amb el DNI és suficient.

## Entrada lliure o restringida per ciutadans argentins

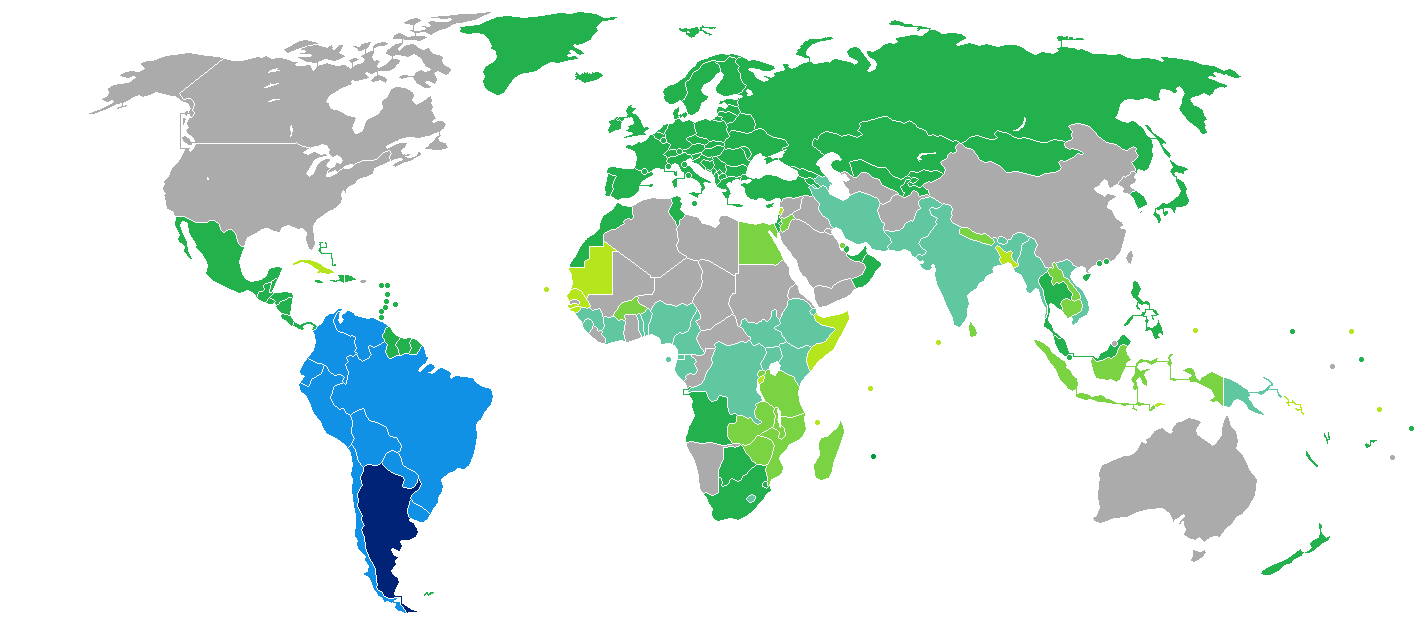
Mapa que mostra els països que no requereixen visat per als ciutadans argentins. En verd, els països que no requereixen visat per accedir al país.
Argentina
No és necessari visat
Visat a la arribada
Visat electrònic
Visat necessari

## Requisits
Requisits de visat per als titulars de passaports normals que viatgen amb fins turístics.
|  | País membre de l'espai schengen |

|  | País membre de l'espai schengen |

|  | País membre del Mercosur |

|  | País membre del Mercosur |

|  | País membre del Mercosur |

|  | País membre del Mercosur |

|  | País membre de l'espai schengen |

|  | País membre de l'espai schengen |

|  | País membre del Mercosur |

|  | País membre de l'espai schengen |

|  | País membre de l'espai schengen |

|  | País membre de l'espai schengen |

|  | País membre de l'espai schengen |

|  | País membre de l'espai schengen |

|  | País membre de l'espai schengen |

|  | País membre de l'espai schengen |

|  | País membre de l'espai schengen |

|  | País membre de l'espai schengen |

|  | País membre de l'espai schengen |

|  | País membre de l'espai schengen |

|  | País membre de l'espai schengen |

|  | País membre de l'espai schengen |

|  | País membre de l'espai schengen |

|  | País membre de l'espai schengen |

|  | País membre del Mercosur |

|  | País membre del Mercosur |

|  | País membre de l'espai schengen |

|  | País membre de l'espai schengen |

|  | País membre de l'espai schengen |

|  | País membre de l'espai schengen |

|  | País membre de l'espai schengen |

|  | País membre de l'espai schengen |

|  | País membre de l'espai schengen |

|  | País membre del Mercosur |

|  | País membre del Mercosur |